# St. Urban (Breitenthal)

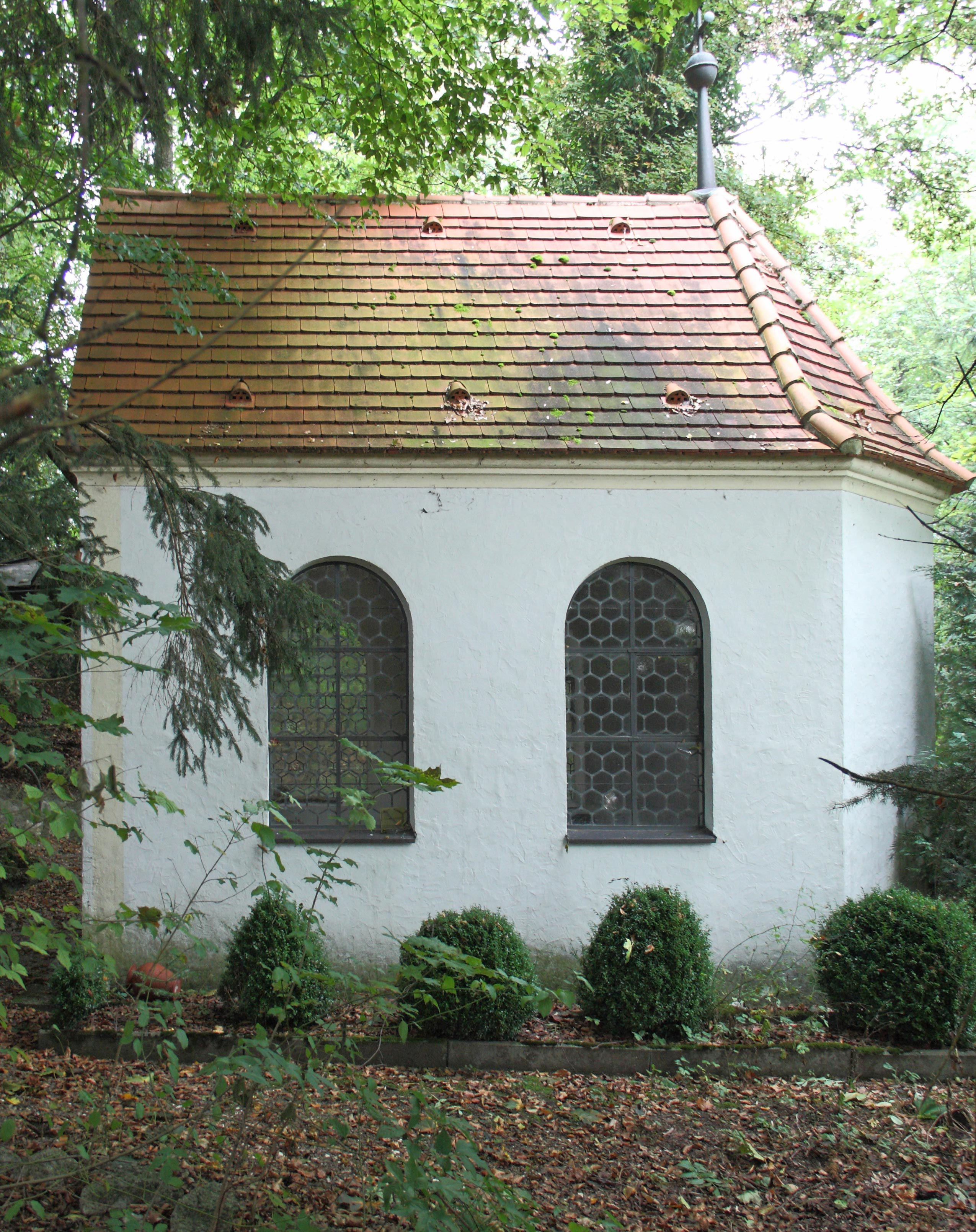
St. Urban in Breitenthal

Die römisch-katholische Kapelle St. Urban steht in Breitenthal, einer Gemeinde im schwäbischen Landkreis Günzburg in Bayern. Das Bauwerk ist in der Liste der Baudenkmäler in Breitenthal (Schwaben) als Baudenkmal unter der Nr. D-7-74-117-2 eingetragen. Die Kapelle gehört zum Bistum Augsburg.

## Beschreibung
Die 1767 errichtete Kapelle aus einem polygonal abgeschlossenen Langhaus wurde 1955/56 an einem neuen Standort wieder errichtet. Die Deckenmalerei, auf dem die Taufe des heiligen Valerianus und des heiligen Tiburtius durch Urban I. dargestellt ist, stammt von Franz Martin Kuen. Die Kirchenausstattung wurde vom Vorgängerbau übernommen.